# Bilhuset

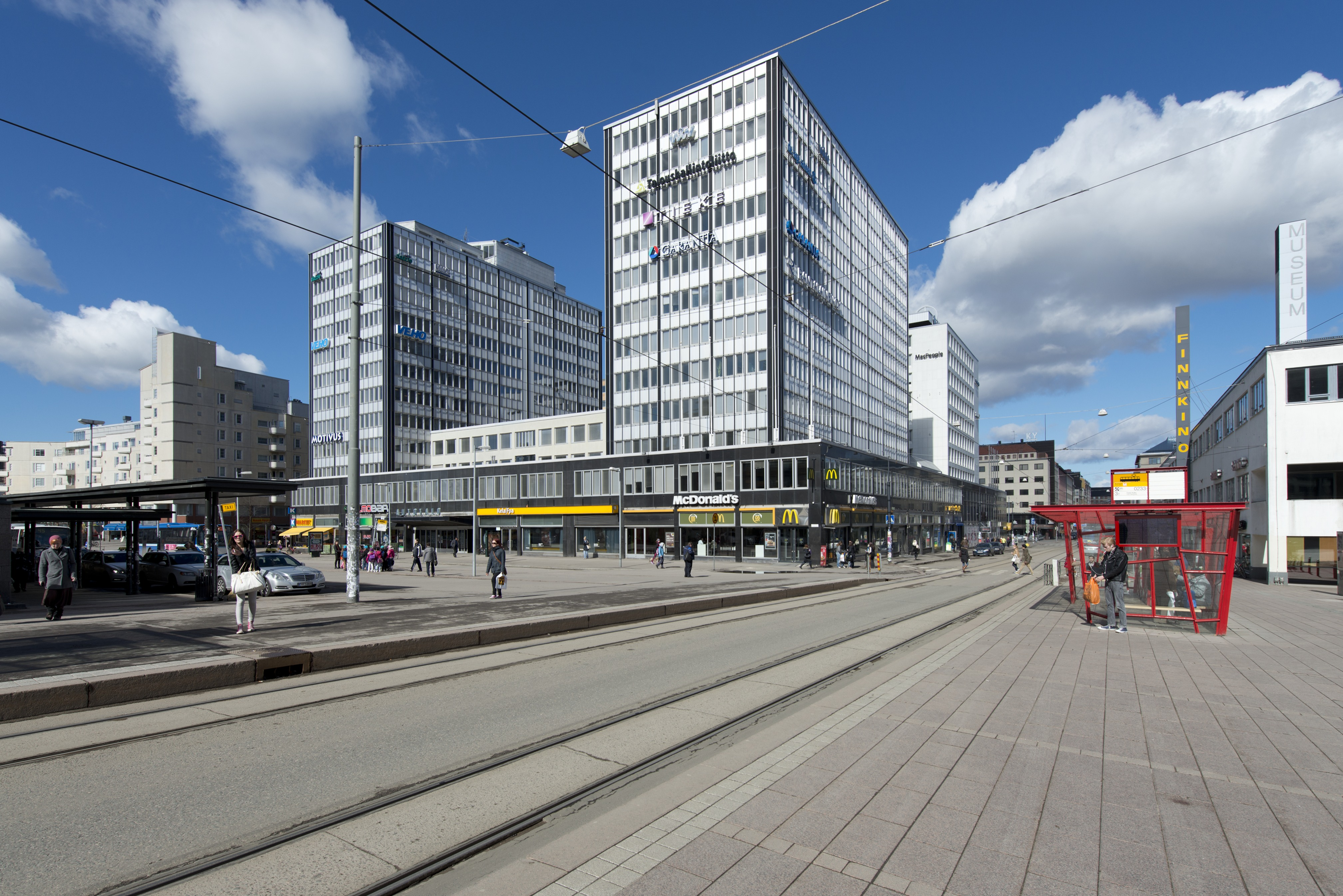
Fredriksgatan norrut

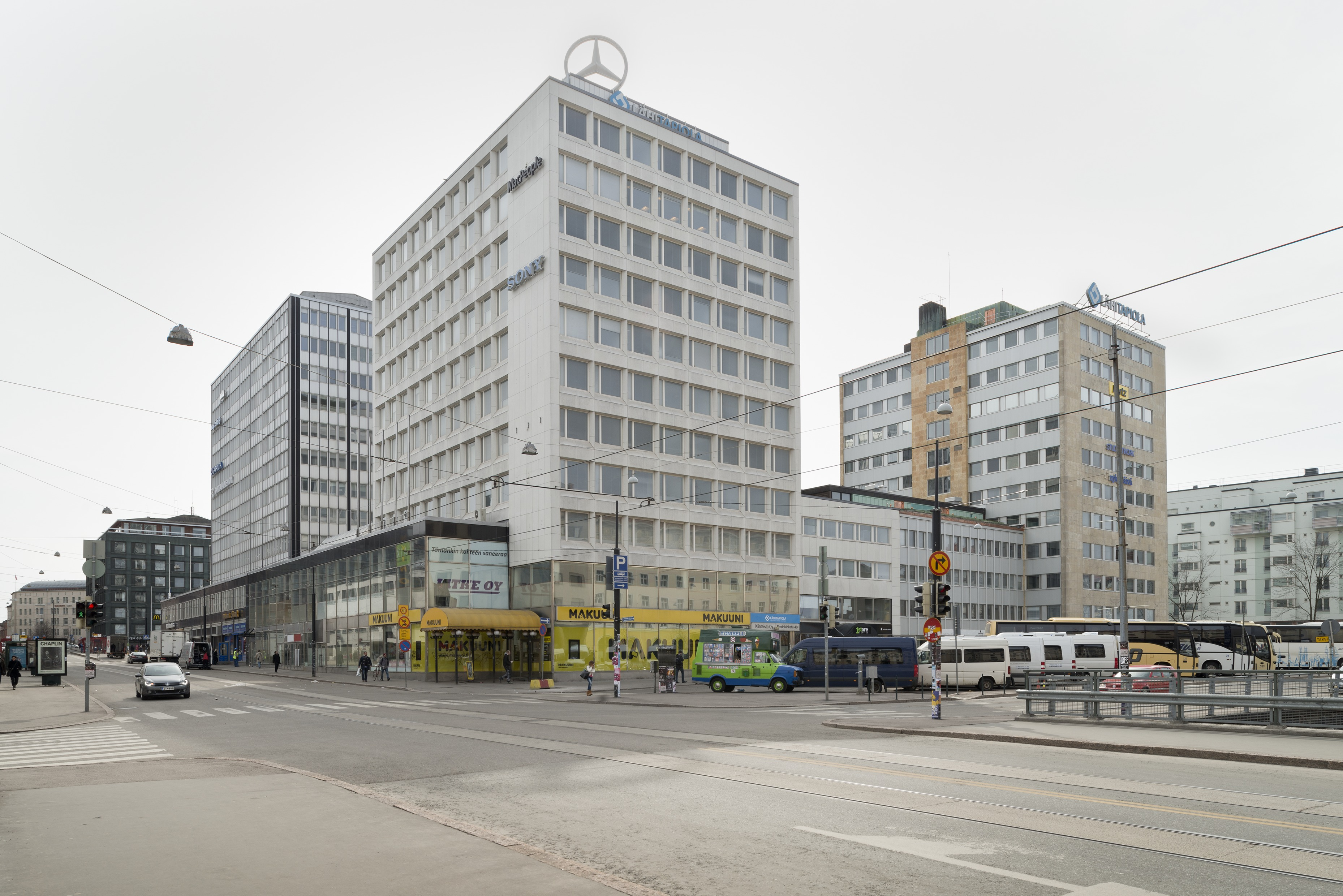
Kvarteret, sett norrifrån från hörnet Södra Järnvägsgatan/Fredriksgatan, med Kampentornet till vänster och Pohjahuset till höger och Bilhuset bakom

Bilhuset (finska: Autotalo) är en kommersiell byggnad i Kampen i Helsingfors. Den ligger i omedelbar närhet av Kampens metrostation på en tomt som avgränsas av Runebergsgatan i sydväst, Salomonsgatan i sydost och Fredriksgatan i nordost. Byggnaden ritades av Veli Valorinta och Eino Tuompo och stod färdig 1958. Namnet Bilhuset syftar ibland på hela kvarteret, som också omfattar de två höghusen i kvarterets norra del: Kampentornet och Pohjahuset, som uppfördes vid samma tid.

## Historik
Bilhuset ligger på den tidigare sydvästliga delen av Åbo kaserns område. Tomten övertogs av Helsingfors stad 1918 efter Finlands självständighet. Bilimportföretaget Korpivaara & Halla Oy planerade redan under andra världskriget att köpa en tomt för en ny kommersiell byggnad, men projektet realiserades inte förrän i slutet av 1950-talet.
Bilhuset byggdes av Helsingin Autotalo Oy, som bildades av Korpivaara & Halla. Ursprungligen inrymde byggnaden lokaler för bilförsäljning, en bensinstation och en underjordisk hall för 300 bilar.

## Arkitektur
Huset har 12 våningar ovanför marknivån och tre under. Ytan för butiker och kontor är 22 600 kvadratmeter. De två understa ovanjordsvåningsplanen sträcker sig till tomtgränsen och bildar en plattform, på vilken reser sig två tornliknande byggnadskroppar. Tornen är cirka 42,4 meter höga. Byggnadens arkitektoniska förebild har varit Lever House i New York, även om tornen i Bilhuset är avsevärt lägre.
Byggnaden genomgick 2011–2014 en omfattande renovering.

## Kvarterets övriga byggnader
Namnet "Bilhuset" stod ursprungligen endast för byggnaden i kvarterets sydöstra halva med dess två torn, men numera kallas hela kvarteret ofta för Bilhuset. I kvarterets nordvästra del finns två kontorsbyggnader av liknande typ, vilka byggdes samtidigt, med torn och låga plattformsliknande delar. Den sydvästligaste av dem, Pohjahuset vid korsningen Runebergsgatan/Södra Järnvägsgatan, ritades av Armas Lehtinen, och det var ursprungligen försäkringsbolaget Pohjas huvudkontor. Vid korsningen Fredriksgatan/Södra Järnvägsgatan ligger Kampentornet, som stod färdigt 1962. Således finns fyra tornbyggnader i kvarteret, men deras fasader är av olika material. De två tornen på själva Bilhuset har metallfasader, tornet i Pohjahuset är klätt med gulbrun natursten, och fasaden på Kampentornet är klätt med vitbeige marmor.